# Picciridda - Con i piedi nella sabbia
Picciridda - Con i piedi nella sabbia è un film del 2019 diretto da Paolo Licata.
Tratto dal romanzo Picciridda di Catena Fiorello. La sceneggiatura, scritta da Paolo Licata e Catena Fiorello, è stata revisionata da Ugo Chiti.

## Trama
Lucia ad undici anni viene affidata a sua nonna Maria, una donna priva di alcun sentimento. I genitori partono alla volta della Francia per lavoro. Col tempo Lucia si avvicinerà agli uomini anche se sua nonna le consiglierà di starne lontano.

## Distribuzione
Il film è stato distribuito nelle sale cinematografiche italiane a partire dal 05 marzo 2020.
All'estero è stato distribuito in USA, Sudamerica, Belgio, Olanda, Europa dell'Est, Grecia.

## Riconoscimenti
- Migliore sceneggiatura, Taormina Film Festival;
- Miglior attrice emergente, Taormina FF;
- Menzione speciale alle attrici protagoniste, Taormina FF;
- Miglior Film - premio del pubblico, Ortigia Film Festival;
- Menzione speciale, Ortigia FF;
- Migliore Opera Prima, GLOBO D'ORO;
- Miglior Colonna Sonora, GLOBO D'ORO;
- Miglior Film, Mantova Film Festival;
- Migliore Opera prima, Premio Kineo, Mostra del cinema di Venezia;
- Film rivelazione dell’anno, Trailer Film Festival;
- Miglior trailer, Trailer Film Festival;
- Miglior film Premio del Pubblico, Sudestival;
- Premio Socially Inclusive, Sudestival;
- Migliore Colonna sonora, Sudestival;
- Migliore Regia, Modena Buk Film Festival;
- Miglior Film, Modena Buk Film Festival;
- Miglior Film - Premio del pubblico, Asti International Film Festival;
- Miglior Film, Asti International Film Festival;
- Miglior Regia, Prato Film Festival;
- Miglior attrice protagonista, Prato Film Festival;
- Miglior attrice non protagonista, Prato Film Festival.

CANDIDATURE
- GLOBO D'ORO per MIGLIOR FILM;
- GLOBO D'ORO per MIGLIOR ATTRICE PROTAGONISTA;
- GLOBO D'ORO per MIGLIORE SCENEGGIATURA;
- NASTRI D'ARGENTO per Miglior attrice protagonista